# جول با حمار (يبعث)

تعديل مصدري - تعديل

جول با حمار هي إحدى قرى عزلة يبعث بمديرية يبعث التابعة لمحافظة حضرموت، بلغ تعداد سكانها 142 نسمة حسب تعداد اليمن لعام 2004.